# Mannophryne leonardoi
Mannophryne leonardoi Manzanilla, La Marca, Jowers, Sánchez & García-París, 2007 è un anfibio anuro, appartenente alla famiglia degli Aromobatidi.

## Etimologia
L'epiteto specifico è stato dato in onore di Leonardo De Sousa.

## Distribuzione e habitat
È endemica del Massiccio del Turimiquire nel nord-est del Venezuela. Si trova dal livello del mare fino a 1650 metri di altitudine.